# Epidendrum superpositum
Epidendrum superpositum är en orkidéart som beskrevs av Leslie Andrew Garay. Epidendrum superpositum ingår i släktet Epidendrum och familjen orkidéer. Inga underarter finns listade i Catalogue of Life.